# Punjab Football Club
Il Punjab Football Club è una società calcistica indiana con sede nella città di SAS Nagar.

## Storia
Il 30 ottobre 2019, è stato annunciato che dopo un accordo di partnership con RoundGlass Sports Private Ltd. il club è stato ribattezzato Punjab Football Club.
Nel 2020 RoundGlass Sports ha rilevato la piena proprietà del club dall'ex proprietario Ranjit Bajaj, rinominando il club RoundGlass Punjab Football Club. Nella stagione 2022-2023 vince la I-League, ottenendo così la promozione nella Indian Super League e partecipando quindi alla stagione 2023-24. Il club si è assicurato la licenza come "Punjab FC" e giocherà nella Indian Super League con questa denominazione.

## Stadio

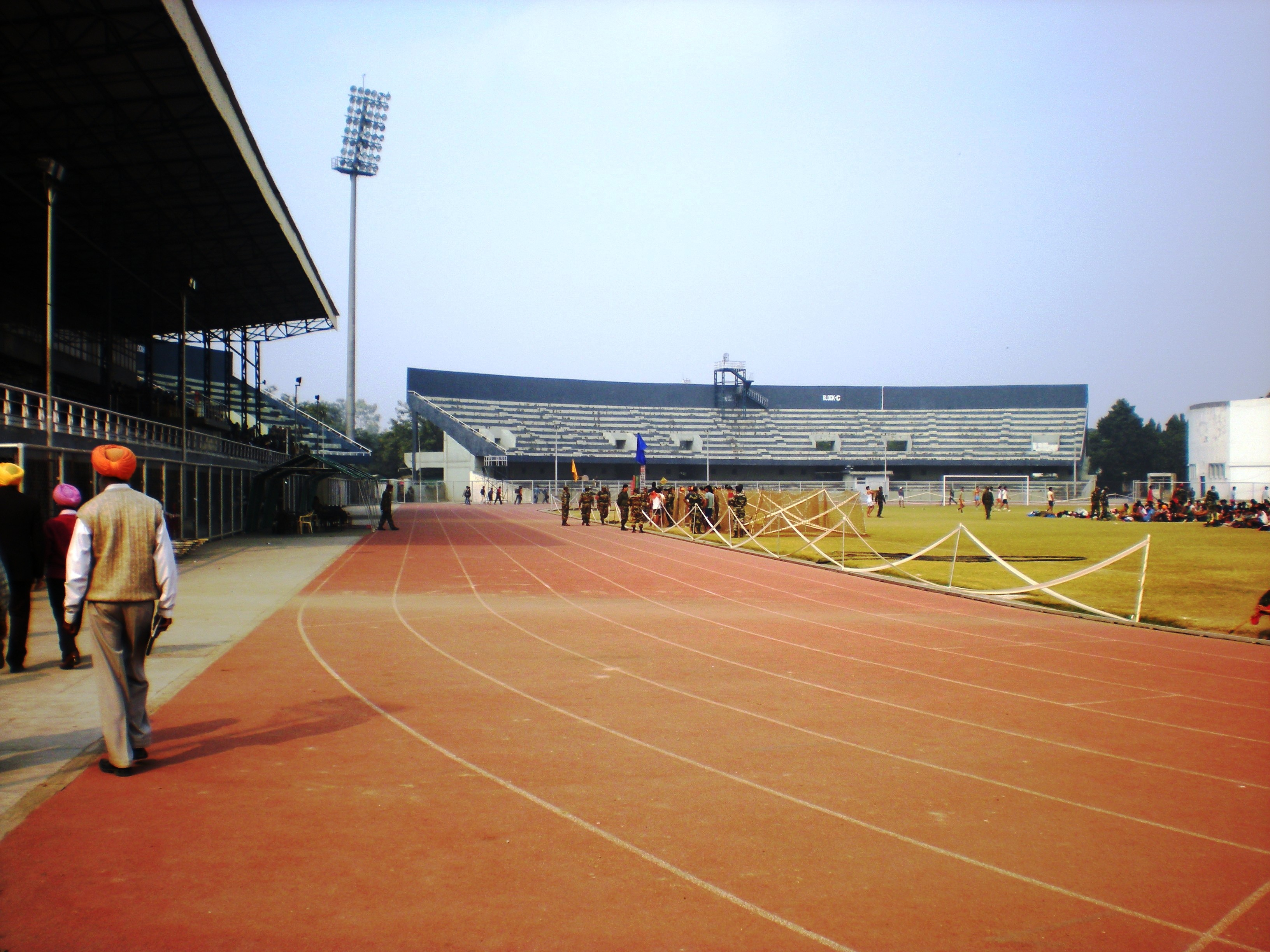
Il Guru Nanak Stadium a Ludhiana, il primo stadio nel quale ha giocato il club.

Il RoundGlass Punjab attualmente gioca le sue partite casalinghe al Tau Devi Lal Stadium. Lo stadio ha una capacità di 12.000 spettatori. Precedentemente il club ha utilizzato il Guru Nanak Stadium per le partite casalinghe, ma solo per una stagione. Durante la I-League 2nd Division ha utilizzato il Sector 17 Ground Stadium di Chandigarh. Quando ha partecipato alla Coppa dell'AFC ha utilizzato vari stadi che potevano adattarsi agli standard della competizione. Durante la fase a gironi, il club ha giocato due partite allo Stadio atletico Indira Gandhi di Guwahati e un'altra al Kalinga Stadium di Bhubaneswar.

## Organico

### Rosa
| N. |                                 | Ruolo | Calciatore            |
| -- | ------------------------------- | ----- | --------------------- |
| 1  | India (bandiera)                | P     | Ravi Kumar            |
| 4  | India (bandiera)                | D     | Nikhil Prabhu         |
| 6  | India (bandiera)                | C     | Ricky Shabong         |
| 7  | Bosnia ed Erzegovina (bandiera) | C     | Asmir Suljić          |
| 9  | Norvegia (bandiera)             | A     | Mushaga Bakenga       |
| 10 | Argentina (bandiera)            | A     | Ezequiel Vidal        |
| 11 | India (bandiera)                | A     | Samuel Kynshi         |
| 12 | India (bandiera)                | D     | Khaiminthang Lhungdim |
| 14 | India (bandiera)                | D     | Melroy Assisi         |
| 16 | India (bandiera)                | C     | Vinit Rai             |
| 17 | India (bandiera)                | C     | Manglenthang Kipgen   |
| 23 | India (bandiera)                | C     | Ashis Pradhan         |
| 24 | Croazia (bandiera)              | C     | Filip Mrzljak         |
| 25 | India (bandiera)                | D     | Shami Singamayum      |

| N. |                     | Ruolo | Calciatore             |
| -- | ------------------- | ----- | ---------------------- |
| 26 | India (bandiera)    | D     | Likmabam Rakesh        |
| 27 | India (bandiera)    | D     | Tekcham Abhishek Singh |
| 28 | India (bandiera)    | C     | Denechandra Meitei     |
| 29 | India (bandiera)    | A     | Muhammad Suhail F      |
| 31 | India (bandiera)    | C     | Leon Augustine         |
| 33 | Croazia (bandiera)  | D     | Ivan Novoselec         |
| 44 | India (bandiera)    | C     | Ninthoinganba Meetei   |
| 45 | India (bandiera)    | D     | Nitesh Darjee          |
| 41 | India (bandiera)    | P     | Ayush Deshwal          |
| 74 | India (bandiera)    | D     | Suresh Meitei          |
| 77 | India (bandiera)    | C     | Nihal Sudeesh          |
| 78 | India (bandiera)    | P     | Muheet Shabir          |
| 99 | Slovenia (bandiera) | A     | Luka Majcen            |

### Staff tecnico
- Panagiotis Dilmperis - Allenatore
- Manish Timsina - Allenatore portieri
- Nikolaos Topoliatis - Direttore generale
- Giuseppe Cristaldi - Direttore tecnico

## Palmarès

### Competizioni nazionali
- I-League: 2

2017-2018, 2022-2023

### Altri piazzamenti
- I-League:

Terzo posto: 2019-2020
- I-League 2nd Division:

Secondo posto: 2015-2016